# エルジュビェタ・カジミェジュヴナ
エルジュビェタ・カジミェジュヴナ（Elżbieta Kazimierzówna、1326年 - 1361年）は、中世ポーランドの王女。ポーランド王カジミェシュ3世と、その最初の妃アルドナ・オナ・ゲディミナイテとの間に生まれた長女。同父母妹に、バイエルン公ルートヴィヒ6世と結婚したクネグンダがいる。

## 生涯
母アルドナの死後、父カジミェシュ3世は3度の結婚をした。カジミェシュ3世は2番目の妻アーデルハイト・フォン・ヘッセンと不仲で、アーデルハイトと正式に結婚解消をする前に愛妾クリスティナと秘密結婚した。カジミェシュはアーデルハイトとの間にもクリスティナとの間にも子供をもうけることが出来なかった。カジミェシュ3世は4番目かつ最後の妃として一族のジャガン公ヘンリク5世の娘ヤドヴィガを迎えた。ヤドヴィガはアンナをはじめ3人の娘を産んだ。この3人の異母妹たちはいずれもエルジュビェタの死後に生れた。
エルジュビェタはもともと、義弟となるバイエルン公ルートヴィヒ6世と婚約していた。この縁組は父王がルートヴィヒの父である神聖ローマ皇帝ルートヴィヒ4世と同盟関係を築くために決めたものだった。しかしカジミェシュ3世は結局、バイエルン公に次女のクネグンダを嫁がせた。
1343年2月28日、エルジュビェタはポンメルン＝スウプスク＝ヴォルガスト公ボグスワフ5世と結婚した。スウプスク公爵夫人となったエルジュビェタは、主にボヘミアのプラハ城で暮らした。公爵夫妻は二人の子供をもうけた。
1. エルジュビェタ（1347年 - 1393年） - 神聖ローマ皇帝カール4世と結婚
2. カジミェシュ4世（1351年頃 - 1377年） - 1374年、父の死に伴い家督を相続。但し、一部の史料はカジミェシュ4世の母親はエルジュビェタではないとしている。

エルジュビェタの同名の娘エルジュビェタは、イングランド王リチャード2世の妃アンナ、神聖ローマ皇帝ジギスムントを生んだ。エルジュビェタは1361年に35歳で亡くなった。夫のボグスワフ5世はその翌年、ブラウンシュヴァイク＝グルベンハーゲン公の娘アーデルハイトと再婚し、さらに4人の子供をもうけた。